# Eva Rönström
Eva Rönström (* 29. Dezember 1932 in Stockholm; † 7. Oktober 2021 in Nacka) war eine schwedische Turnerin.
Bei den Olympischen Sommerspielen 1956 in Melbourne startete sie in allen Turndisziplinen und gewann im Gruppengymnastik-Wettkampf die Silbermedaille mit der schwedischen Mannschaft.